# José Antonio Zapata Meraz
José Antonio Zapata Meraz (Veracruz, 15 de diciembre de 1981) es un político mexicano, miembro del Partido Acción Nacional (PAN). Fue diputado federal para el periodo de 2021 a 2024.

## Biografía
Es licenciado en Contaduría Pública por la Universidad Autónoma de San Luis Potosí (UASLP) y maestro en Gestión Pública Aplicada por el Instituto Tecnológico y de Estudios Superiores de Monterrey (ITESM). Tiene estudios de diplomado en Políticas Públicas para el Desarrollo.
De 2003 a 2009 fue subdirector del Instituto Potosino de la Juventud durante la administración del gobernador Marcelo de los Santos y de 2010 a 2011 fue director de Evaluación y Control en el Instituto Mexicano de la Juventud, durante el gobierno del presidente Felipe Calderón Hinojosa.
De 2014 a 2016 fue presidente del comité municipal del PAN en San Luis Potosí, de 2016 a 2017 tesorero y de 2017 a 2018 secretario de Estructuras
ambos del comité estatal del PAN. En las elecciones de 2018 fue candidato del PAN a diputado por el Distrito 7 local, logrando el triunfo, y siendo elegido a la LXII Legislatura del Congreso del Estado de San Luis Potosí, de 2018 a 2021.
En las elecciones de 2021 fue postulado por la coalición Va por México a diputado federal por el Distrito 5 de San Luis Potosí. Ganó la elección, siendo elegido para la LXV Legislatura que concluyó en 2024. En esta legislatura fue secretario de la comisión de Movilidad; e integrante de las comisiones de Economía, Comercio y Competitividad; y, de Vigilancia de la Auditoría Superior de la Federación.